# Praha-Hostivař (nádraží)
Praha-Hostivař je železniční stanice na tratích trati Praha – České Budějovice a Praha-Vysočany – Praha-Hostivař. Nachází se v Praze 10-Hostivaři v ulici U hostivařského nádraží, stará staniční budova má adresu U hostivařského nádraží 165/3.

## Historie
Železniční stanice byla vybudována společností Císařsko-královské státní dráhy v rámci vedení tratě císaře Františka Josefa I roku 1871 původně jako zastávka, nádraží bylo zřízeno roku 1882. První pracovní vlak projel Hostivaří v červenci 1871. Roku 1872 bylo uděleno povolení pro nakládku a vykládku zboží v Hostivaři, žádosti o zřízení stanice však nebylo vyhověno. Při zahájení provozu byly v obvodu dnešní železniční stanice pouze dva strážní domky – č. 130 v km 175,729 a č. 131 v km 176,300. 1. července 1877 byla zřízena zastávka v blízkosti strážního domku č. 131, ten byl zvětšen o malou čekárnu a výdejnu jízdenek. Roku 1882 byla zřízena stanice a vystavěno drážní skladiště se skladištní kolejí. V roce 1885 byla vystavěna druhá staniční kolej (služebně 3.) a umožněno tak křižování vlaků. Zhruba v té době byla vystavěna a v dalších dvou desetiletích přestavována a rozšiřována původní výpravní budova (km 176,541), stojící dodnes poblíž přechodové lávky. Koncem 19. století byla u strážního domku č. 131 vystavěna kusá kolej v délce cca na 4 vozy pro vykládku řepy pro modřanský cukrovar. V letech 1897–1898 byla vybudována třetí staniční kolej (služebně 2.) a prodloužena skladištní kolej (služebně 5.).
V roce 1903 byla zahájena stavba druhé traťové koleje. V souvislosti s tím byl zbořen strážní domek č. 131 (km 173,300), roku 1905 byla dokončena výstavba nové výpravní budovy podle typového plánu č. 18/H Českomoravské transverzální dráhy ((čp. 165, km 176,271), a původní výpravní budova čp. 102 (km 176,541) byla přestavěna k obytným účelům. Nádraží bylo rozšířeno o další dopravní kolej a bylo zřízeno elektromechanické zabezpečovací zařízení. 1. května 1905 byl na trati zahájen pravidelný dvojkolejný provoz, a to levostranný – pravostranný provoz byl zaveden až 28. dubna 1948 dopoledne.
V roce 1911 bylo petrolejové osvětlení stanice nahrazeno osvětlením na benzinový plyn, roku 1913 bylo rozšířeno a doplněno elektromechanické zabezpečovací zařízení ve stanici. V letech 1923–1924 bylo ve stanici zavedeno elektrické osvětlení. V roce 1931 byl v těsném sousedství nové výpravní budovy vystavěn přízemní objekt nádražní restaurace pro Velkopopovický pivovar podle návrhu architekta Ladislava Suka. Do Velké Prahy byla Hostivař začleněna počátkem roku 1922, do názvu stanice se však „Praha“ dostala až roku 1942.
V letech 1941–1943 byla vystavěna spojka do Malešic s návazností na spojku Vršovice–Libeň, byla položena šestá staniční kolej, stanice byla prodloužena směrem k Benešovu a zřejmě v té době byl zbořen strážní domek č. 130.
V letech 1966–1971 byla trať v úseku Benešov u Prahy – Praha elektrizována stejnosměrnou soustavou o napětí 3kV.
V počátcích provozu se v oblasti dnešní stanice nacházely dva úrovňové přejezdy, v km 176,284 a 176,618, chráněny závorami, ovládanými ze strážního domku č. 131. První z přejezdů byl z důvodu rozšíření stanice později přemístěn na jižní zhlaví stanice ke strážnímu domku č. 130 přibližně do km 175,736. Po zřízení elektromechanického zabezpečovacího zařízení a stavědel na obou zhlavích byla obsluha závor přemístěna na ně. Přejezdy postupně ztrácely na významu a po vybudování Průmyslové ulice a jejího podjezdu zcela zanikly.
Dnes je stanice součástí čtvrtého tranzitního železničního koridoru českých drah.
V letech 2014–2016 prošla stanice celkovou přestavbou s výměnou kolejí, při níž byla vybudována nová nástupiště s bezbariérovými podchody. Nová nástupiště byla uvedena do provozu v září 2015. V rámci oprav byla zrekonstruována také stará výpravní budova, prodej jízdenek se však přesunul do nové odbavovací haly, zapuštěné do země u vstupu do podchodu. Oproti původním plánům nebyly u staré budovy zbořeny veranda a přístavky. Zbořeny byly objekty obou stavědel (km 175,722 a 176,598), drážního skladiště – bývalého areálu stavebnin (km 176,3), sedmi garáží u přechodové lávky (km 176,5) a odbočky Záběhlice (km 178,134) (bývalý dvojitý strážní domek č. 133a, vystavěný při zdvoukolejnění úseku, ale zůstal) a hradlo Železný most (km 181,144).

## Vlečkový systém v Hostivaři

### Historie
Průmyslový areál a tím i počet vleček v okolí stanice se rozrůstal zejména v období druhé světové války, kdy na systém vleček bylo napojeno až 25 průmyslových podniků. V 70. letech dosahovala délka vleček až 10 kilometrů. Starší, západní systém vleček (Prakab aj.) a mladší, východní systém, stáčející se severním směrem (Kovošrot s nákladním „nádražím“). Na vlečkový systém se napojily například podniky Léčiva (dnes Zentiva), Kablo a Čechofracht, později i Barvy a laky, kolem roku 1984 i malešicko-hostivařský areál Dopravních podniků s napojením na zkušební trať a depo metra. Další vlečka vedla do Štěrbohol do skladového areálu s nadjezdem nad Kutnohorskou ulicí, tato vlečka však nebyla nikdy dokončena, sklady byly v letech 2000–2001 zbořeny a položená část vlečky v roce 2003 snesena, zůstal jen most.

### Popis vleček
První vlečky se odpojovaly přímo od hostivařského nádraží, a to do podniků bývalých strojíren a TOS. Z vlečky do strojíren se odpojuje vlečka do podniku PRAKAB. Všechny tyto vlečky byly v letech 2009 až 2013 vytrhány. 
Současný východní vlečkový systém systém se odpojuje od tratě 221 a po odbočce se nachází předávací koleje a seřadiště vleček. Po seřadišti se nejprve odpojovala vlečka strojíren, která je jednou z dosud provozovaných vleček, a poté vlečka Zentiva (býv. Léčiva), která je dnes taktéž vytrhaná. Po vlečce do Zentivy se oddělila vlečka do skladů ve Štěrboholech, která je dnes zrušená. 
Další vlečka, která se oddělila, byla vlečka do Kovošrotu, která je spolu s vlečkou do strojíren jedinou dosud funkční vlečkou původního vlečkového systému v Hostivaři. Jako poslední vlečka z východní části se oddělovala podniku Čechofracht, která je dnes jako téměř ostatní vlečky vytrhaná a mimo provoz. Po vlečce do Čechofrachtu následuje 1,5 kilometrový úsek, ve kterém se neodpojuje žádná vlečka. Kolej podjíždí Průmyslovou ulici až se dostane k rozvětvení posledních vleček. Z koleje se oddělují vlečky do podniku Barvy a laky a Phoenix Farmaca. Po těchto vleček následuje úvrať a poté kolej překonává most přes Jižní spojku, kde se odpojují vlečky Dopravního podniku nebo Depa Hostivař. Žádná z vleček od podniku Kovošrot se nezachovala a v letech 2009 - 2013 byly vytrhány.